# 申师厚
申师厚（?—?），后周时河西节度使。少年时为盗贼，当兖州牙将时，与王峻友善，王峻做了枢密使，申师厚在王峻门口等待，哭诉自己的饥寒。广顺二年（952年），河西节度折逋嘉施请朝廷派遣将帅官吏节度河西，王峻奏请太祖郭威起用申师厚为河西节度使。申师厚至凉州，推荐押衙副使崔虎心、阳妃谷首领沈念般等和唐末镇军子孙王廷翰、温崇乐、刘少英为将吏，用诸羌酋豪为三州刺史。申师厚能力有限，不能抚有凉州。至周世宗时，申师厚留下自己的儿子逃归后周内地，中原王朝丧失了凉州，河西为六谷部据有。
| 前任： 折逋嘉施 | 河西节度使 | 繼任： — |